# アラビア語検定
アラビア語検定は主にかつて日本国内で実施されていた実用アラビア語検定（じつようアラビアごけんてい）を指す名称。特定非営利活動法人日本アラビア語検定協会が2007年～2017年に行ったアラビア語検定試験で、略称「アラ検」でも知られていた。

## 実用アラビア語検定

### 概要
日本に存在しなかったアラビア語検定を実施すべく個人が事業を立ち上げて実現した民間の検定。公的な資格ではないが、各種機関・大学等のアラビア語能力要件目安として今でも提示されるなどしている。
事業継続が困難となり2017年を最後に休止、2021年8月9日をもって主催者であるNPO法人も解散。アラビア語検定も廃止となった。
日本ではこの他にもアラビア語検定としては同志社大学を会場としたカイロ大学アラビア語能力検定試験が2015年以降数回実施されるなどしたが、いずれも休止となり現在では海外実施の検定を日本で各自オンライン受験する以外の手段は無くなった。

### 級
1級から6級までが設定されたが、1級と2級の試験が実施されたことは無かった。4級から6級までは筆記試験と聞きとり試験のみ、1級から3級はそれらに加え面接試験が課された。レベルの具体的設定は以下の通り。

#### ６級
大学の週に2回の授業で2年間の学習相当（100時間）を想定。
- 文法：習得語彙数500程度。初歩的な短文を組み立てられる文法知識。名詞･形容詞の格変化、双数形、複数形の変化、形容詞の比較・最上級、動詞の完了形と未完了形、命令形の範囲。kana、laysaの変化形。
- 読む：初歩的な単文を文法的に分析でき、文章を理解できる。簡単なやり取りを理解できる。
- 聞く：挨拶をはじめとする初歩的な表現、文を聞き取れる。単純な数を聞き取れる。
- 書く：初歩的な単語が書ける。

#### ５級
大学の週に2回の授業で2年間の学習相当（200時間）を想定。
- 文法：習得語彙数800程度。基礎的な文法を理解している。接続詞や関係句の把握。動詞の接続形、短形（要求形）の範囲。派生動詞や動詞の規則変化以外（くぼみ動詞、弱動詞など）も部分的に対応できる。
- 読む：基礎的な単文を文法的に分析でき、文意を理解できる。800語の範囲内のやりとりを理解できる。
- 聞く：基礎的な表現、文を聞き取れる。日付、時間等を含む数を聞き取れる。
- 書く：自己紹介文が書ける。

#### ４級
- 文法：習得語彙数1500程度。不規則な動詞の変化形に加え、派生動詞の変化形も語根からひく辞書で見つけることができる。
- 読む：簡単な複文を含む学習者向けレベルの文章を辞書を使って、読解できる。
- 聞く：簡単な朗読文や会話文の内容を理解できる。
- 書く：辞書を用いて簡単な内容のアラビア語訳ができる。

#### ３級
- 文法：習得語彙数2000程度。動詞の全変化形を自由に変化させることができる。頻度の高い動詞と前置詞の熟語を理解している。
- 読む：新聞・雑誌の平易な文章を、辞書を使って読解できる。
- 聞く：単なニュースや、朗読文の内容を理解できる。
- 書く：必要な単語・表現を与えられれば、様々な分野のアラビア語訳ができる。
- 話す：自分の意思を定型表現をアレンジして表現できる。

#### ２級
- 文法：習得語彙数3000程度。動詞の派生形を使いこなせ、一般的な動詞と前置詞の熟語を網羅している。
- 読む：新聞・雑誌の一般的な内容を理解できる。
- 聞く：専門的な表現を除いて、一般的なテーマのナレーション、講義などが理解できる。キーワードが与えられれば、ニュースほぼ理解できる。
- 書く：平易な文章なら、辞書を用いず書く分野のアラビア語訳ができる。また、3000語外の必要なキーワードを与えられれば、各分野の文章をアラビア語訳できる。
- 話す：スピーチが作成できる。一般的なテーマなら各分野の会話がこなせる。また、ニュース等で聞いた内容、新聞等で読んだ内容を、簡潔に口頭で要約できる。

#### １級
- 文法：習得語彙数4000以上。動詞の派生形を使いこなせ、一般的な動詞と前置詞の熟語を網羅している。
- 読む：新聞・雑誌の論説を含め、高度な内容の文章を理解できる。
- 聞く：高度なテーマのナレーション、講義などが理解できる。ニュースをほぼ理解できる。
- 書く：一般的な文章なら、辞書を用いず各分野のアラビア語訳ができる。
- 話す：スピーチが作成できる。各分野の会話がこなせる。また、ニュース等で聞いた内容、新聞等で読んだ内容を、自分の言葉で詳しく説明することができる。

### 過去の実施
1年に1回ほどを目安に不定期に行われている。2013年は検定が実施されなかった。
- 第1回検定 - 2007年10月（4～6級、東京・大阪）
- 第2回検定 - 2008年6月（4～6級、東京・大阪・福岡）
- 第3回検定 - 2009年2月（3～6級、東京・大阪）
- 第4回検定 - 2009年9月（3～6級、東京・大阪）
- 第5回検定 - 2010年8月（3～6級、東京・大阪）
- 第6回検定 - 2011年8月（4～6級、東京・大阪）
- 第7回検定 - 2012年7月（3～6級、東京・大阪）
- 第8回検定 - 2014年12月（3～6級、東京・大阪）
- 第9回検定 - 2015年12月（4～6級、東京・大阪）
- 第10回検定 - 2016年10月（3～6級、東京・大阪）
- 第11回検定 - 2017年12月（3～6級、東京・大阪）

### その他
公安調査庁が一度も試験が実施されたことのない「実用アラビア語検定2級以上の資格を有する者」を2015年夏に応募条件として話題となった。なお現在は「実用アラビア語検定３級の資格を有する者又はこれに相当する能力を有する者」という条件に変更となっている。

## アラビア語検定実行委員会「アラビア語検定」
2025年1月10日に立ち上げが発表された新しいアラビア語検定事業で、主催者名はアラビア語検定実行委員会。公式ウェブサイトに掲載されていた主催団体名は株式会社東講（旧・カリフメディアミクス）。
レベル設定は6級～1級まで。2025年6月22日(日)の第1回アラビア語検定（東京、大阪）では6級～4級までの試験が予定されていたが、問題作成をAIにて行っていたことから検定事業としての実現が難しいとの判断を受け中止に。アラビア語検定実行委員会も解散することが発表された。